# Volga GAZ-24
GAZ-24 a fost un vehicul produs de GAZ din 1970 până în 1992. Aproximativ 156.000 de unități ale vehiculului au fost vândute în întreaga lume. Vehiculul a fost exportat în mare parte și mecanic a fost derivat din GAZ-21 pe care l-a înlocuit. Mai multe prototipuri ale vehiculului au fost realizate în perioada 1968-1969 pentru a înlocui GAZ-21. Au fost realizate aproximativ 300 de prototipuri și au fost testate în diferite condiții de drum pentru a le vedea fiabilitatea. Vehiculul a fost înlocuit de GAZ-3102.

## Istoric
GAZ-24 a fost prezentat la Salonul Auto de la Londra în 1970. producția de masă a început la 15 iulie 1970. Vânzările la export au început în 1971. În perioada 1970-74 Volga a rămas aproape neschimbată. Doar modificări minore au avut loc în 1972-73, când mașina a primit o nouă încuietoare portbagaj, scrumiere plate în ușile din spate în loc de scrumiere timpurii care au fost construite în cotiere pentru ușile din spate, bara spate nouă și un nou radio cu un aspect mai plăcut și construcție modificată. În 1973 a apărut tabloul de bord cu inserție din lemn simulată (de asemenea, a existat un finisaj cu granulație "argintie", folosit până în 1974). După 1973, comutatorul de contact a fost mutat de la bord la sub volan pentru a preveni rănirea genunchiului în accidente rutiere, deși acest lucru a fost incomod pentru șofer. Tot în 1974, Volga a aprins lămpile de parcare suplimentare ale stâlpului C (ceva de genul luminilor de operă). 24-01 a fost alăturat în 1977 de 24-07, care a fost montat pentru a utiliza propan lichidat.
În 1976-78, mașina a fost complet împrospătată. Pentru a îmbunătăți siguranța, protecția barei de protecție, lămpile de ceață din față galbene, cu semnalizatoare secundare pe aripile față și centurile de siguranță (atât față, cât și spate) au devenit echipamente standard. Mașina a primit interior modificat. Noul tablou de bord a constat din corp din aluminiu și două piese de căptușeală moale din spumă poliuretanică. Panourile superioare ale ușilor aveau aceeași construcție. Panourile inferioare ale ușilor erau complet diferite de versiunea anterioară. Scaunele au o tapițerie mai convenabilă din vinil și pânză cu pernă de scaun din pânză. Datorită instalării centurilor de siguranță, cotiera centrală din față a fost eliminată. Interiorul nou era disponibil în roșu, maro, galben, verde lime, verde închis, albastru închis sau negru. Bordurile interioare au devenit nereflectante. În 1992, au fost vândute doar 5.000 de unități, iar GAZ a înlocuit-o cu cea mai modernă GAZ-3102.